# Bahretal
Bahretal é uma cidade da Alemanha localizada no distrito de Sächsische Schweiz-Osterzgebirge, na região de Dresden, no estado da Saxônia.